# Elecciones generales de Pakistán de 2018
Las elecciones generales se llevaron a cabo en Pakistán el 25 de julio de 2018.Para elegir a los miembros de la 15ª Asamblea Nacional y las cuatro Asambleas Provinciales. Los tres partidos principales eran el Movimiento por la Justicia de Pakistán (PTI), dirigido por Imran Khan, la Liga Musulmana de Pakistán, liderada por Shehbaz Sharif, y el Partido Popular de Pakistán, dirigido por Bilawal Bhutto. 
El PTI obtuvo el mayor número de escaños en la Asamblea Nacional, pero no alcanzó la mayoría. Posteriormente, el partido formó un gobierno de coalición con varios partidos más pequeños. A nivel provincial, el PTI siguió siendo el partido más grande en Jaiber Pastunjuá (KP); el Partido del Pueblo Pakistaní (PPP) mantuvo su dominio en Sind; y el recién formado Partido Awami de Baluchistán (BAP) se convirtió en el partido más grande de Baluchistán. En Punjab, el resultado fue un parlamento sin mayoría, con la Liga Musulmana de Pakistán (N) (PML(N)) ganando la mayoría de los escaños. Sin embargo, después de que varias AMP independientes se unieran al PTI, este último se convirtió en el partido más grande y pudo formar un gobierno.

## Sistema electoral
Los 342 miembros de la Asamblea Nacional son elegidos mediante tres métodos:
- 272 son elegidos en distritos electorales de un solo miembro por primera votación en el pasado.
- 60 están reservados para las mujeres
- 10 para los grupos minoritarios étnicos y religiosos

Los conjuntos de asientos reservados para mujeres y para los grupos minoritarios usan representación proporcional con un umbral electoral del 5 %; Este número proporcional, sin embargo, se basa en la cantidad de escaños obtenidos, en lugar de los votos ganados—.

## Resultados

### Asamblea Nacional
|                           |                                        |            |       |         |         |            |            |         |         |
| Partido                   | Partido                                | Votos      | %     | Escaños | Escaños | Escaños    | Escaños    | Escaños | Escaños |
| Partido                   | Partido                                | Votos      | %     | General | Ind.    | Reservados | Reservados | Total   | +/–     |
| Partido                   | Partido                                | Votos      | %     | General | Ind.    | Mujeres    | Minorías   | Total   | +/–     |
|                           | Movimiento por la Justicia de Pakistán | 16,884,266 | 31.87 | 116     | 9       | 28         | 5          | 158     | +123    |
|                           | Liga Musulmana de Pakistán (N)         | 12,930,117 | 24.40 | 64      | 0       | 16         | 2          | 82      | -103    |
|                           | Partido del Pueblo Pakistaní           | 6,913,466  | 13.05 | 43      | 0       | 9          | 2          | 54      | +12     |
|                           | Consejo Unido de Acción                | 2,568,421  | 4.85  | 12      | 0       | 2          | 1          | 15      | -4      |
|                           | Movimiento Estoy Presente en Pakistán  | 2,234,138  | 4.22  | 0       | 0       | 0          | 0          | 0       | Nuevo   |
|                           | Gran Alianza Democrática               | 1,193,087  | 2.25  | 2       | 0       | 1          | 0          | 3       | -4      |
|                           | Partido Nacional Awami                 | 815,843    | 1.54  | 1       | 0       | 0          | 0          | 1       | -2      |
|                           | Muttahida Qaumi                        | 731,335    | 1.38  | 6       | 0       | 1          | 0          | 7       | -17     |
|                           | Liga Musulmana de Pakistán (Q)         | 517,354    | 0.98  | 4       | 0       | 1          | 0          | 5       | +3      |
|                           | Partido Balochistan Awami              | 318,834    | 0.60  | 4       | 0       | 1          | 0          | 5       | Nuevo   |
|                           | Partido Nacional de Baluchistán        | 238,696    | 0.45  | 3       | 0       | 1          | 0          | 4       | +3      |
|                           | Liga Musulmana Awami                   | 119,362    | 0.23  | 1       | 0       | 0          | 0          | 1       | -       |
|                           | Jamhoori Wattan                        | 23,397     | 0.04  | 1       | 0       | 0          | 0          | 1       | +1      |
|                           | Pashtunkhwa Milli Awami                | 134,713    | 0.25  | 0       | 0       | 0          | 0          | 0       | -4      |
|                           | Otros partidos                         |            |       | 0       | 0       | 0          | 0          | 0       | -5      |
|                           | Independientes                         | 6,060,122  | 11.44 | 13      | -9      | 0          | 0          | 4       | -6      |
| Pospuestos                | Pospuestos                             | –          | –     | 2       | —       | –          | –          | 2       | –       |
| Votos en blanco/inválidos | Votos en blanco/inválidos              |            | —     | –       | –       | –          | –          | –       | –       |
| Total                     | Total                                  | 52,982,119 | 100   | 272     | —       | 60         | 10         | 342     | 0       |
| Participación             | Participación                          |            | 51.7  | –       | —       | –          | –          | –       | –       |
| Fuente: ECP               |                                        |            |       |         |         |            |            |         |         |

### Elección del Primer Ministro y Presidente de la Asamblea Nacional
| Candidato           | Candidato                    | Partidos                                | Cargo               | Votos obtenidos | Resultado  |
| Mayoría requerida → | Mayoría requerida →          | Mayoría requerida →                     | Mayoría requerida → | 172 de 342      | 172 de 342 |
| ------------------- | ---------------------------- | --------------------------------------- | ------------------- | --------------- | ---------- |
|                     | Imran Ahmad Khan Niazi       | PTI MQM-P PML (Q) BAP BNP-M GDA AML JWP | Primer ministro     | 176/342         | Electo     |
|                     | Asad Qaiser Khan             | PTI MQM-P PML (Q) BAP BNP-M GDA AML JWP | Presidente          | 176/342         | Electo     |
|                     | Qasim Khan Suri              | PTI MQM-P PML (Q) BAP BNP-M GDA AML JWP | Vicepresidente      | 183/342         | Electo     |
|                     | Mian Muhammad Shehbaz Sharif | PML-N PPP MMA ANP                       | Primer ministro     | 96/342          | No electo  |
|                     | Syed Khurshid Ahmed Shah     | PML-N PPP MMA ANP                       | Presidente          | 146/342         | No electo  |
|                     | Asad Mehmood                 | PML-N PPP MMA ANP                       | Vicepresidente      | 144/342         | No electo  |